# Estadi de Beisbol de Wukesong
L'Estadi de Beisbol de Wukesong (xinès: 五棵松体育中心棒球场) és una instal·lació esportiva a Pequín (La Xina) on se celebraren les competicions de beisbol dels Jocs Olímpics de 2008.
Té una capacitat de 15.000 espectadors. Està ubicat en l'àrea del Centre Cultural i Esportiu de Wukesong, districte d'Haidian, a l'occident de la capital xinesa, a prop del Palau d'esports de Wukesong i a uns 14 km al sud-oest del Parc Olímpic.